# Calliscarta abrupta
Calliscarta abrupta är en insektsart som beskrevs av Freytag 1988. Calliscarta abrupta ingår i släktet Calliscarta och familjen dvärgstritar. Inga underarter finns listade i Catalogue of Life.